# John E. Sulston
Sir John Edward Sulston (Cambridge, 1942. március 27. – 2018. március 6.) angol biológus, genetikus. Kulcsszerepet játszott a genetikai modellállat, a Caenorhabditis elegans fonálféreg genomjának teljes szekvenálásában és a Human Genom Project-ben. 2002-ben Sydney Brennerrel és H. Robert Horvitz-cal megosztva elnyerte az orvostudományi Nobel-díjat "a szervfejlődés és a programozott sejthalál genetikai szabályozásának felfedezéséért".

## Tanulmányai
John E. Sulston 1942. március 27-én született Cambridge-ben. Apja Theodore Sulston anglikán lelkész volt, a missziós munkát végző Evangéliumhirdető Társaság adminisztrátora; anyja pedig Muriel Sulston angoltanárnő. A családhoz tartozott még John nővére, Madeleine is. Apja igyekezett kereszténynek nevelni őket, de csalódnia kellett, mikor John kamaszkorában elvesztette hitét. Szülei ötévesen előkészítő iskolába íratták, majd ösztöndíjjal a nagy múltú northwoodi Merchant Taylor's School fiúiskolába járt. Az iskolában a természettudományok voltak a kedvenc tárgyai, érdekelte az elektromosság, a zoológia és botanika. Az iskola elvégzése után a cambridge-i Pembroke College természettudományi kurzusán tanult tovább. 1963-ban megkapta BSc fokozatát, irányultsága a szerves kémia volt. Szintén Cambridge-ben tanult tovább Colin Reese laboratóriumában, aki oligonukleotidok (rövid DNS-szakaszok) szintézisével bízta meg. Sulston élvezte a laboratóriumi munkát amely megerősítette döntését, hogy a kutatói pályát választja. 1966-ban a DNS kémiai szintéziséből írta meg doktori disszertációját, majd témavezetőjének javaslatára megpályázott egy kutatói ösztöndíjat a kaliforniai Salk Intézetbe. 

## Tudományos munkássága
Sulton a Salk intézetben megismerkedett a Nobel-díjas Francis Crickkel, rajta keresztül pedig a szintén cambridge-i neurobiológussal, Sydney Brennerrel. Brenner az egyik úttörője volt a Caenorhabditis elegans fonálféreg modellállatként való alkalmazásának; őt elsősorban azért érdekelte, mert idegrendszere kellőképpen egyszerű volt ahhoz, hogy teljes egészében, sejtszinten feltérképezzék. Sulstont érdekelte a feladat és csatlakozott Brenner csapatához. 1969-ben visszatért Angliába és csatlakozott a Medical Research Council molekuláris biológiai laboratóriumához, hogy a C. elegans neurokémiájával foglalkozzon. A Kaliforniában megtanult módszerrel formaldehid segítségével fluoreszcenciára bírta a kisülő idegsejteket, így hosszas munkával sejtről sejtre feltérképezte a fonálféreg teljes idegrendszerét. Tanulmányozta az embrionális fejlődését és az idegrendszer kialakulását is. Eközben felfedezte, hogy egyes sejtek minden esetben elpusztulnak a fejlődés során, mintha előzetesen erre lennének programozva. Sulstonnal közösen dolgozott az amerikai posztdoktori kutató, H. Robert Horvitz, aki miután visszatért az Egyesült Államokba továbbvitte a programozott sejthalál, vagy apoptózis tanulmányozását. 

### A Caenorhabditis elegans-projekt

A Caenorhabditis elegans anatómiája

1983-ra Sulton csoportja teljes egészében végigkövette a C. elegans valamennyi sejtjének sorsát az egysejtes petétől egészen a 959 sejtből álló felnőtt egyedig. Megfigyelték az apoptózis stádiumait és felfedeztek néhány azt szabályozó gént is. Ez volt az első soksejtű állat, amelynek fiziológiáját ilyen mélységig megismerték. Ezután Sulston nekifogott, hogy meghatározza a C. elegans génjeinek teljes szekvenciáját, amely igen ambiciózus terv volt, tekintve, hogy akkor még baktériumok génszekvenciájának meghatározása is nehézségekbe ütközött, a fonálféreg DNS-e pedig hússzor hosszabb volt. 1990-re elkészült a genom feltérképezése (kisebb darabokra vágása és ezek egymáshoz való viszonyának meghatározása) és nekifogtak a DNS-szekvencia meghatározásának. Sulton erőfeszítései felkeltették kollégái figyelmét és megindult az emberi DNS megszekvenálásának szervezése. 1992-ben Cambridge-ben létrehozták a Human Genom Project nemzetközi konzorcium angliai központját, a Sanger Központot, amelynek Sulston lett az igazgatója. 

### Human Genome Project
Sulton 8 évig maradt a központ vezetője, melynek során a 15 fős kis kutatócsoport 600 embert foglalkoztató konglomerátummá vált. 1997-re elkészült az első soksejtű, a C. elegans teljes DNS-szekvenciája. 1999-ben a Celera Genomics bejelentette, hogy a nemzetközi kutatócsoporttal párhuzamosan ők is megszekvenálják az emberi genomot. Sulston nagy erőfeszítéseket tett, hogy további tőkét vonjon be a munkába és meggyorsítsa az eredmények publikálását, mert a Celera elsődleges célja a DNS-adatok kereskedelmi felhasználása volt. 2000-re a konzorcium publikálta az előzetes eredményeket, így lehetővé tették, hogy az emberi genom adatai köztulajdonban maradhassanak. A későbbiekben is sokszor felszólalt a kutatási eredmények szabad elérhetősége mellett, javasolta a szabadalmi törvény megváltoztatását és "abszolút erkölcstelennek és undorítónak" nevezte a természetes DNS-szekvenciák profitorientált felhasználását.

## Elismerései
Miután a munkát elvégezte, John Sulston 2000-ben lemondott a Sanger Központ igazgatói posztjáról. A következő évben II. Erzsébet királynő lovaggá ütötte. 2002-ben Sydney Brennerrel és H. Robert Horvitz-cal közösen megkapta az orvostudományi Nobel-díjat "a szervfejlődés és a programozott sejthalál genetikai szabályozásának felfedezéséért". A fentieken kívül a következő díjakkal honorálták munkásságát:
- 1986: tagjává választotta a Royal Society
- 1986: W. Alden Spencer-díj
- 1991: a Gairdner Alapítvány díja
- 1996: a Royal Society Darwin-érme
- 1998: Rosenstiel-díj
- 2000: a Pfizer innovatív kutatói díja
- 2000: George W. Beadle-díj
- 2000: Sir Frederick Gowland Hopkins-érem
- 2001: Edinburgh-érem
- 2001: Asztúria hercege-díj (Spanyolország)
- 2002: Alfred P. Sloan-díj

## Családja
John Sulston egyetemi évei alatt ismerkedett meg Daphne Bate-tel, akivel 1965-ben, kaliforniai útja előtt összeházasodott. Három gyermekük született: Ingrid, Adrian és Madeleine Sulston. Sulston egyike volt annak a 22 Nobel-díjas tudósnak, aki 2003-ban aláírta a Humanista Kiáltványt.